# Kinas Grand Prix 2025
Kinas Grand Prix 2025 (officielt navn: Formula 1 Heineken Chinese Grand Prix 2025) var et Formel 1-løb, som blev kørt den 23. marts 2025 på Shanghai International Circuit i Shanghai, Kina. Det var det andet løb i Formel 1-sæsonen 2025, og det første løb i sæsonen til at blive kørt med sprint race-formatet.

## Sprintkvalifikation
| Pos.               | Nr. | Kører                 | Konstruktør                  | Del 1    | Del 2     | Del 3    | Grid |
| ------------------ | --- | --------------------- | ---------------------------- | -------- | --------- | -------- | ---- |
| 1                  | 44  | Lewis Hamilton        | Ferrari                      | 1.31,212 | 1.31,384  | 1.30,849 | 1    |
| 2                  | 1   | Max Verstappen        | Red Bull Racing-Honda RBPT   | 1.31,916 | 1.31,521  | 1.30,867 | 2    |
| 3                  | 81  | Oscar Piastri         | McLaren-Mercedes             | 1.31,723 | 1.31,362  | 1.30,929 | 3    |
| 4                  | 16  | Charles Leclerc       | Ferrari                      | 1.31,518 | 1.31,561  | 1.31,057 | 4    |
| 5                  | 63  | George Russell        | Mercedes                     | 1.31,952 | 1.31,346  | 1.31,169 | 5    |
| 6                  | 4   | Lando Norris          | McLaren-Mercedes             | 1.31,396 | 1.31,174  | 1.31,393 | 6    |
| 7                  | 12  | Andrea Kimi Antonelli | Mercedes                     | 1.31,999 | 1.31,475  | 1.31,738 | 7    |
| 8                  | 22  | Yuki Tsunoda          | Racing Bulls-Honda RBPT      | 1.32,316 | 1.31,794  | 1.31,773 | 8    |
| 9                  | 23  | Alexander Albon       | Williams-Mercedes            | 1.32,462 | 1.31,539  | 1.31,852 | 9    |
| 10                 | 18  | Lance Stroll          | Aston Martin Aramco-Mercedes | 1.32,327 | 1.31,742  | 1.31,982 | 10   |
| 11                 | 14  | Fernando Alonso       | Aston Martin Aramco-Mercedes | 1.32,121 | 1.31,815  | N/A      | 11   |
| 12                 | 87  | Oliver Bearman        | Haas-Ferrari                 | 1.32,269 | 1.31,978  | N/A      | 12   |
| 13                 | 55  | Carlos Sainz Jr.      | Williams-Mercedes            | 1.32,457 | 1.32,325  | N/A      | 13   |
| 14                 | 5   | Gabriel Bortoleto     | Kick Sauber-Ferrari          | 1.32,539 | 1.32,564  | N/A      | 14   |
| 15                 | 6   | Isack Hadjar          | Racing Bulls-Honda RBPT      | 1.32,171 | Ingen tid | N/A      | 15   |
| 16                 | 7   | Jack Doohan           | Alpine-Renault               | 1.32,575 | N/A       | N/A      | 16   |
| 17                 | 10  | Pierre Gasly          | Alpine-Renault               | 1.32,640 | N/A       | N/A      | 17   |
| 18                 | 31  | Esteban Ocon          | Haas-Ferrari                 | 1.32,651 | N/A       | N/A      | 18   |
| 19                 | 27  | Nico Hülkenberg       | Kick Sauber-Ferrari          | 1.32,675 | N/A       | N/A      | PL1  |
| 20                 | 30  | Liam Lawson           | Red Bull Racing-Honda RBPT   | 1.32,729 | N/A       | N/A      | 19   |
| 107%-tid: 1.37,596 |     |                       |                              |          |           |          |      |
| Kilde:             |     |                       |                              |          |           |          |      |

Noter:
↑1 - Nico Hülkenberg måtte starte fra pit lane efter at have lavet ændringer på sin bil under parc fermé.

## Sprint
| Pos.   | Nr. | Kører                 | Konstruktør                  | Omgange | Tid/Udgået | Startpos. | Point |
| ------ | --- | --------------------- | ---------------------------- | ------- | ---------- | --------- | ----- |
| 1      | 44  | Lewis Hamilton        | Ferrari                      | 19      | 30.39,965  | 1         | 8     |
| 2      | 81  | Oscar Piastri         | McLaren-Mercedes             | 19      | +6,889     | 3         | 7     |
| 3      | 1   | Max Verstappen        | Red Bull Racing-Honda RBPT   | 19      | +9,804     | 2         | 6     |
| 4      | 63  | George Russell        | Mercedes                     | 19      | +11,592    | 5         | 5     |
| 5      | 16  | Charles Leclerc       | Ferrari                      | 19      | +12,190    | 4         | 4     |
| 6      | 22  | Yuki Tsunoda          | Racing Bulls-Honda RBPT      | 19      | +22,288    | 8         | 3     |
| 7      | 12  | Andrea Kimi Antonelli | Mercedes                     | 19      | +23,038    | 7         | 2     |
| 8      | 4   | Lando Norris          | McLaren-Mercedes             | 19      | +23,471    | 6         | 1     |
| 9      | 18  | Lance Stroll          | Aston Martin Aramco-Mercedes | 19      | +24,916    | 10        |       |
| 10     | 14  | Fernando Alonso       | Aston Martin Aramco-Mercedes | 19      | +38,218    | 11        |       |
| 11     | 23  | Alexander Albon       | Williams-Mercedes            | 19      | +39,292    | 9         |       |
| 12     | 10  | Pierre Gasly          | Alpine-Renault               | 19      | +39,649    | 17        |       |
| 13     | 6   | Isack Hadjar          | Racing Bulls-Honda RBPT      | 19      | +42,400    | 15        |       |
| 14     | 30  | Liam Lawson           | Red Bull Racing-Honda RBPT   | 19      | +44,904    | 19        |       |
| 15     | 87  | Oliver Bearman        | Haas-Ferrari                 | 19      | +45,649    | 12        |       |
| 16     | 31  | Esteban Ocon          | Haas-Ferrari                 | 19      | +46,182    | 18        |       |
| 17     | 55  | Carlos Sainz Jr.      | Williams-Mercedes            | 19      | +51,376    | 13        |       |
| 18     | 5   | Gabriel Bortoleto     | Kick Sauber-Ferrari          | 19      | +53,940    | 14        |       |
| 19     | 27  | Nico Hülkenberg       | Kick Sauber-Ferrari          | 19      | +56,682    | PL        |       |
| 20     | 7   | Jack Doohan           | Alpine-Renault               | 19      | +1.10,2121 | 16        |       |
| Kilde: |     |                       |                              |         |            |           |       |

Noter:
↑1 - Jack Doohan blev givet en 10-sekunders straf for at være skyld i et sammenstød med Gabriel Bortoleto. Hans slutposition forblev uændret af staffen.

## Kvalifikation
| Pos.               | Nr. | Kører                 | Konstruktør                  | Del 1    | Del 2    | Del 3    | Grid |
| ------------------ | --- | --------------------- | ---------------------------- | -------- | -------- | -------- | ---- |
| 1                  | 81  | Oscar Piastri         | McLaren-Mercedes             | 1.31,591 | 1.31,200 | 1.30,641 | 1    |
| 2                  | 63  | George Russell        | Mercedes                     | 1.31,295 | 1.31,307 | 1.30,723 | 2    |
| 3                  | 4   | Lando Norris          | McLaren-Mercedes             | 1.30,983 | 1.30,787 | 1.30,793 | 3    |
| 4                  | 1   | Max Verstappen        | Red Bull Racing-Honda RBPT   | 1.31,424 | 1.31,142 | 1.30,817 | 4    |
| 5                  | 44  | Lewis Hamilton        | Ferrari                      | 1.31,690 | 1.31501  | 1.30,927 | 5    |
| 6                  | 16  | Charles Leclerc       | Ferrari                      | 1.31.579 | 1.31.450 | 1.31.021 | 6    |
| 7                  | 6   | Isack Hadjar          | Racing Bulls-Honda RBPT      | 1.31,162 | 1.31,253 | 1.31,079 | 7    |
| 8                  | 12  | Andrea Kimi Antonelli | Mercedes                     | 1.31,676 | 1.31,590 | 1.31,103 | 8    |
| 9                  | 22  | Yuki Tsunoda          | Racing Bulls-Honda RBPT      | 1.31,238 | 1.31,260 | 1.31,638 | 9    |
| 10                 | 23  | Alexander Albon       | Williams-Mercedes            | 1.31,503 | 1.31,595 | 1.31,706 | 10   |
| 11                 | 31  | Esteban Ocon          | Haas-Ferrari                 | 1.31,876 | 1.31,625 | N/A      | 11   |
| 12                 | 27  | Nico Hülkenberg       | Kick Sauber-Ferrari          | 1.31,921 | 1.31,632 | N/A      | 12   |
| 13                 | 14  | Fernando Alonso       | Aston Martin Aramco-Mercedes | 1.31,719 | 1.31,688 | N/A      | 15   |
| 14                 | 18  | Lance Stroll          | Aston Martin Aramco-Mercedes | 1.31,923 | 1.31,773 | N/A      | 14   |
| 15                 | 55  | Carlos Sainz Jr.      | Williams-Mercedes            | 1.31,628 | 1.31,840 | N/A      | 13   |
| 16                 | 10  | Pierre Gasly          | Alpine-Renault               | 1.31,992 | N/A      | N/A      | 16   |
| 17                 | 87  | Oliver Bearman        | Haas-Ferrari                 | 1.32,018 | N/A      | N/A      | 17   |
| 18                 | 7   | Jack Doohan           | Alpine-Renault               | 1.32,092 | N/A      | N/A      | 18   |
| 19                 | 5   | Gabriel Bortoleto     | Kick Sauber-Ferrari          | 1.32,141 | N/A      | N/A      | 19   |
| 20                 | 30  | Liam Lawson           | Red Bull Racing-Honda RBPT   | 1.32,174 | N/A      | N/A      | PL1  |
| 107%-tid: 1.37,351 |     |                       |                              |          |          |          |      |
| Kilde:             |     |                       |                              |          |          |          |      |

Noter:
↑1 - Liam Lawson måtte starte fra pit lane efter at have lavet ændringer på sin bil under parc fermé.

## Resultat
| Pos.                                                             | Nr. | Kører                 | Konstruktør                  | Omgange | Tid/Udgået      | Startpos. | Point |
| ---------------------------------------------------------------- | --- | --------------------- | ---------------------------- | ------- | --------------- | --------- | ----- |
| 1                                                                | 81  | Oscar Piastri         | McLaren-Mercedes             | 56      | 1:30.55,026     | 1         | 25    |
| 2                                                                | 4   | Lando Norris          | McLaren-Mercedes             | 56      | +9,748          | 3         | 18    |
| 3                                                                | 63  | George Russell        | Mercedes                     | 56      | +11,097         | 2         | 15    |
| 4                                                                | 1   | Max Verstappen        | Red Bull Racing-Honda RBPT   | 56      | +16,656         | 4         | 12    |
| 5                                                                | 31  | Esteban Ocon          | Haas-Ferrari                 | 56      | +49,969         | 11        | 10    |
| 6                                                                | 12  | Andrea Kimi Antonelli | Mercedes                     | 56      | +53,748         | 8         | 8     |
| 7                                                                | 23  | Alexander Albon       | Williams-Mercedes            | 56      | +56,321         | 10        | 6     |
| 8                                                                | 87  | Oliver Bearman        | Haas-Ferrari                 | 56      | +1.01,303       | 17        | 4     |
| 9                                                                | 18  | Lance Stroll          | Aston Martin Aramco-Mercedes | 56      | +1.10,204       | 14        | 2     |
| 10                                                               | 55  | Carlos Sainz Jr.      | Williams-Mercedes            | 56      | +1.16,387       | 15        | 1     |
| 11                                                               | 6   | Isack Hadjar          | Racing Bulls-Honda RBPT      | 56      | +1.18,875       | 7         |       |
| 12                                                               | 30  | Liam Lawson           | Red Bull Racing-Honda RBPT   | 56      | +1.21,147       | PL        |       |
| 13                                                               | 7   | Jack Doohan           | Alpine-Renault               | 56      | +1,28,4011      | 18        |       |
| 14                                                               | 5   | Gabriel Bortoleto     | Kick Sauber-Ferrari          | 55      | +1 omgang       | 19        |       |
| 15                                                               | 27  | Nico Hülkenberg       | Kick Sauber-Ferrari          | 55      | +1 omgang       | 12        |       |
| 16                                                               | 22  | Yuki Tsunoda          | Racing Bulls-Honda RBPT      | 55      | +1 omgang       | 9         |       |
| Ret                                                              | 14  | Fernando Alonso       | Aston Martin Aramco-Mercedes | 4       | Bremser         | 13        |       |
| DSQ                                                              | 16  | Charles Leclerc       | Ferrari                      | 56      | Undervægt2      | 6         |       |
| DSQ                                                              | 44  | Lewis Hamilton        | Ferrari                      | 56      | Slid på planke3 | 5         |       |
| DSQ                                                              | 10  | Pierre Gasly          | Alpine-Renault               | 56      | Undervægt2      | 16        |       |
| Hurtigste omgang: Lando Norris (McLaren) - 1.235,454 (omgang 53) |     |                       |                              |         |                 |           |       |
| Kilde:                                                           |     |                       |                              |         |                 |           |       |

Noter:
↑1 - Jack Doohan blev givet en 10-sekunders straf for at tvinge Isack Hadjar af banen. Han endte dog med at vinde en position som resultat af diskvalificeringerne.
↑2 - Charles Leclerc og Pierre Gasly sluttede på henholdsvis 5. og 11. pladsen, men blev diskvalificeret da deres biler var under minimumsvægten.
↑3 - Lewis Hamilton sluttede på 6. pladsen, men blev diskvalificeret som resultat af for meget slid på planken under bilen, hvilke betyder at bilen kørte tættere på asfalten end tilladt.

## Stilling i mesterskaberne efter løbet
| Pos. | Kører                 | Point |
| ---- | --------------------- | ----- |
| 1    | Lando Norris          | 44    |
| 2    | Max Verstappen        | 36    |
| 3    | George Russell        | 35    |
| 4    | Oscar Piastri         | 34    |
| 5    | Andrea Kimi Antonelli | 22    |

| Pos. | Konstruktør         | Point |
| ---- | ------------------- | ----- |
| 1    | McLaren-Mercedes    | 78    |
| 2    | Mercedes            | 57    |
| 3    | Red Bull-Honda RBPT | 36    |
| 4    | Williams-Mercedes   | 17    |
| 5    | Ferrari             | 17    |